# Escheburg
Escheburg là một đô thị thuộc huyện Lauenburg, trong bang Schleswig-Holstein, nước Đức. Đô thị Escheburg có diện tích 8,91 km², dân số thời điểm 31 tháng 12 năm 2006 là 3254 người.